# Pitcairnia lepidopetalon
Pitcairnia lepidopetalon är en gräsväxtart som beskrevs av Lyman Bradford Smith. Pitcairnia lepidopetalon ingår i släktet Pitcairnia och familjen Bromeliaceae. Inga underarter finns listade i Catalogue of Life.